# 大學城
大學城是指圍繞大學等高等教育機構形成的社區，在經濟、社會發展上與大學密切相關。大學城內可能僅有一所大學，或由數所大學（例如規模較小的文理學院）組成。中國的高教園區即為大學城的一種。

## 特徵
大學城是一種特殊的城鎮，通常大學生是城鎮的主要人口族群，且居民受教育程度較高。大學城形成的過程，一般可分為以下二種：
1. 自然發展：歐洲多數大學城如英國牛津、劍橋為典型例子。這類型的大學城內有一所古老的大學，城市的經濟活動受大學很大影響。
2. 規劃建設：美國史丹佛大學與中國改革開放後的高教園區即為其例。[1]

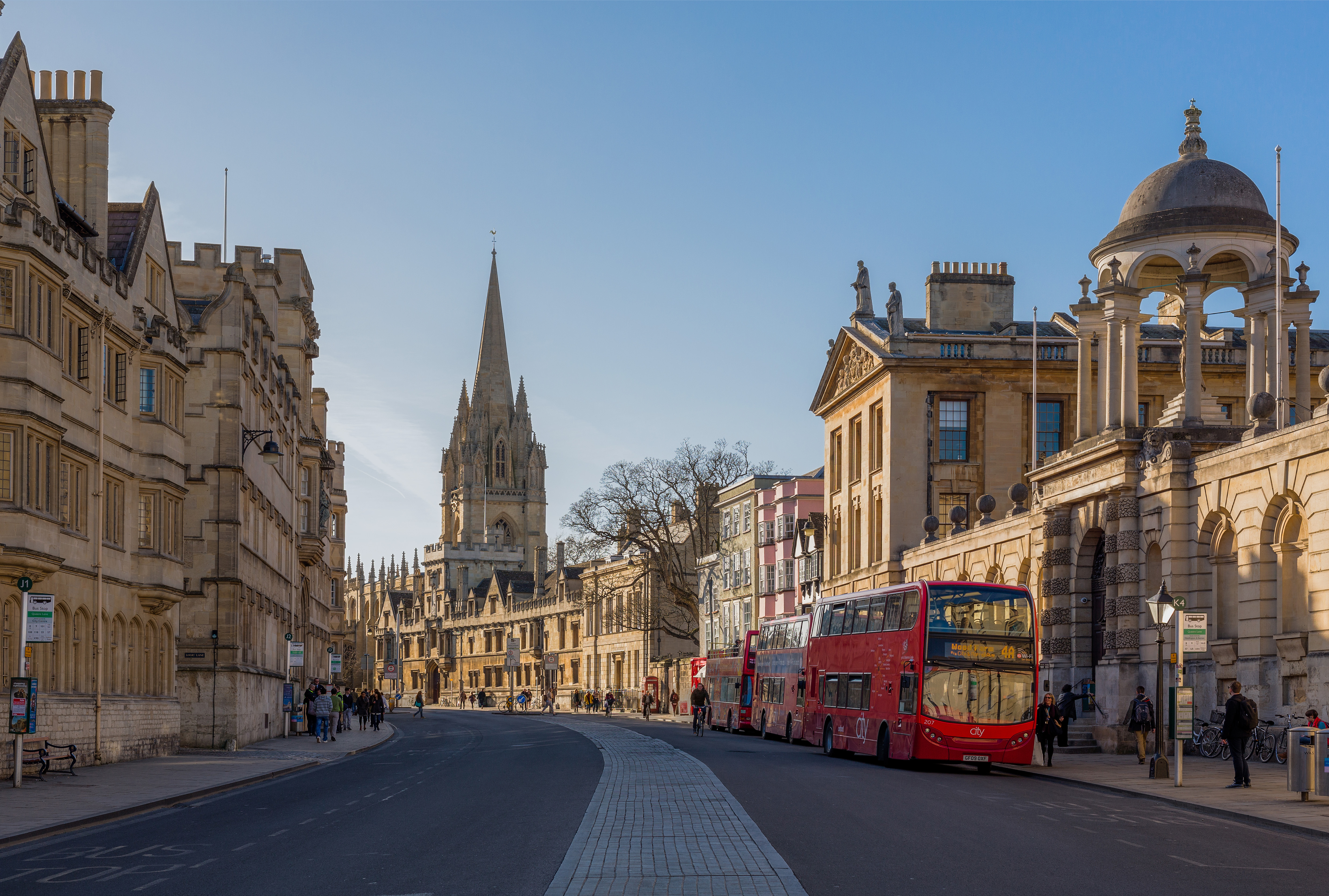
牛津
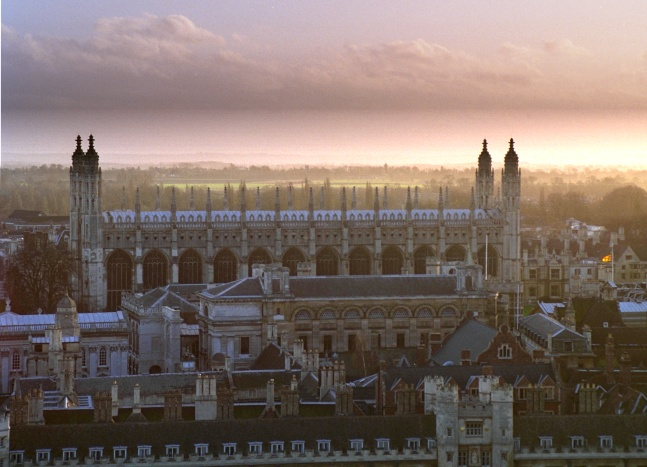
劍橋

## 世界各地的大學城

### 臺灣
臺灣的大學城以國立臺北大學、國立東華大學等大學形成者最知名。

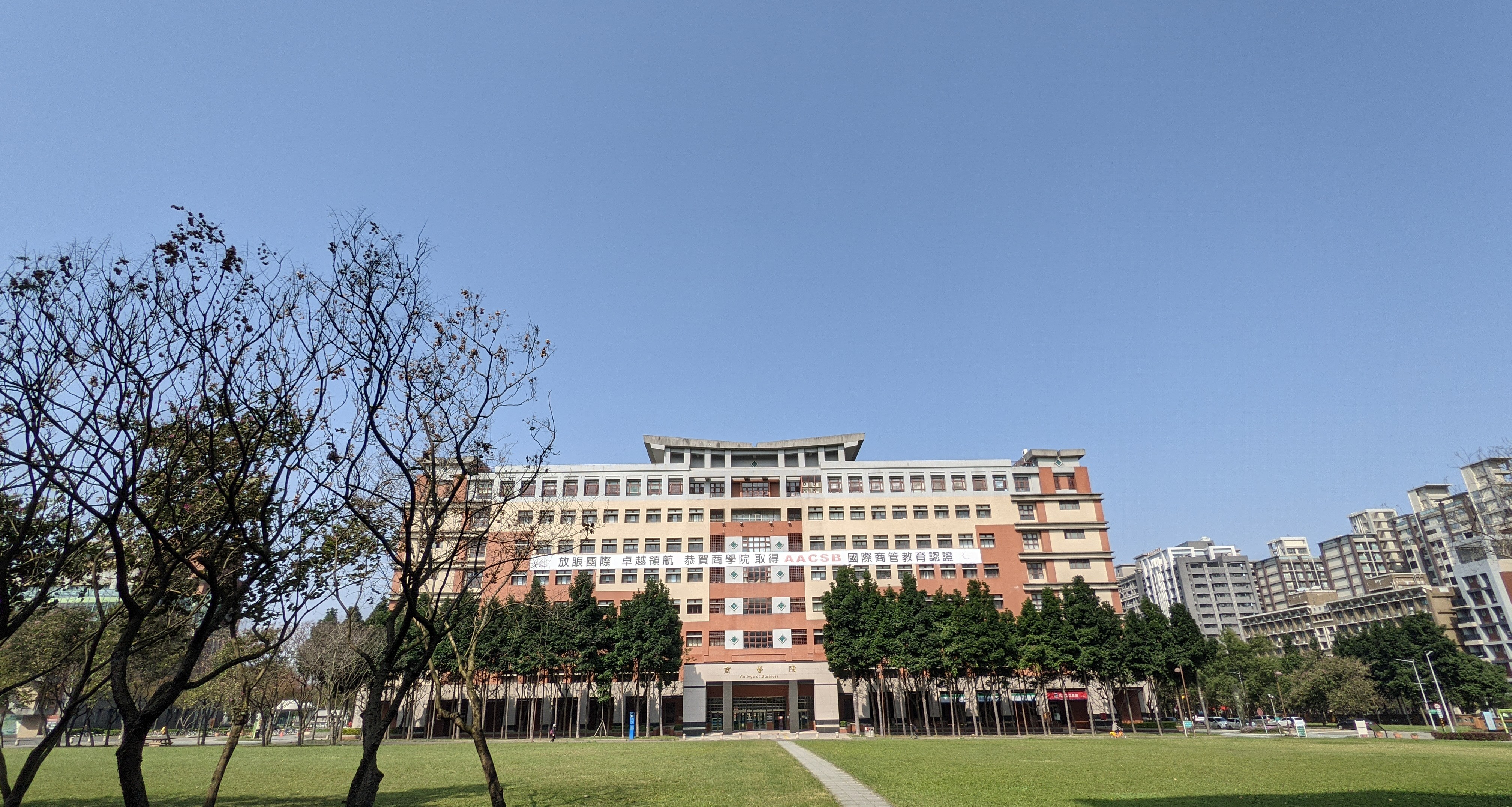
圖正中央建築為臺北大學商學院，右方高樓群就是臺北大學特定區

國立臺北大學原本位於臺北市中心，後因腹地狹小，發展不易，乃有遷校之議。政府遂與該校遷校後的新北市三峽區校區結合，在1997年設立「臺北大學社區特定區」（北大特區），乃是臺灣第一個有完整規劃與大學結合的開發案。此特區南半部為臺北大學校區，周邊是完整棋盤格式的林蔭大道與大量的新住宅社區。
國立東華大學座落於花蓮縣壽豐鄉，全校有1萬多名師生，佔壽豐鄉超過35%的總人口，2002年，規劃成立「東華大學城特定區」，為115公頃規模之都市規劃，由花蓮縣政府自辦。

### 中國大陸
廣州大學城是高教園區開發的典型案例，由政府委託數個機構規劃小谷圍島，有十間高等教育機構進駐。
中國大陸的高教園區，經常會有高科技產業進駐，也提供大學畢業後的學生就業機會。